# Jens Lehmann
Jens Gerhard Lehmann, född 10 november 1969 i Essen, är en tysk före detta fotbollsmålvakt och senare fotbollstränare.

## Spelarkarriär
Lehmann slog igenom i FC Schalke 04 när laget vann Uefa Europa League 1997 varpå han debuterade i landslaget 1998 och var med i VM-truppen samma år. En misslyckad sejour i AC Milan följdes av framgångsrika år i Borussia Dortmund: tysk mästare och final i Uefa Europa League 2002. Jens Lehmann skrev på för Arsenal inför säsongen 2003/2004 och var med det lag som gick obesegrat genom ligan och vann Premier league samma år. säsongen 2004/2005 vann Lehmann FA-cupen med Arsenal efter hans räddning i straffavgörandet i finalen. 2005/2006 var en historisk säsong för Jens Lehmann. Arsenal gick för första gången i klubbens historia till Champions league-final och på vägen dit höll Lehmann nollan i alla matcher från åttondelsfinalen till finalen där han blev utvisad. Han höll nollan i sex slutspelsmatcher i rad plus sista gruppspelsmatchen. Han var Tysklands förstamålvakt i VM i Tyskland sommaren 2006. Han petade då målvaktslegenden Oliver Kahn. Han spelade i Arsenal till säsongen 2007/2008 då han blev petad av Manuel Almunia efter ett par osäkra ingripanden i många matcher. Han flyttade sedan sommaren 2008 tillbaka till Tyskland och Lehmanns era i London var över för denna gången. 
2008 gjorde Lehmann klart med sin tredje tyska klubb i karriären när han valde att skriva på för Stuttgart i tyska Bundesliga. Efter en turbulent säsong, 07-08, i Arsenal, valde Lehmann att lämna London-klubben. Efter förlusten mot Spanien i EM-finalen 2008 valde Lehmann att sluta i landslaget. med ett silver i sitt sista mästerskap. den 3 april förlängde Lehmann sitt kontrakt med VfB till sommaren 2010. Efter en lång och framgångsrik karriär meddelade Jens Lehmann den 18 augusti 2009 att han lägger handskarna på hyllan efter hans kontrakt har gått ut till sommaren.
Den 14 mars 2011 rapporterade den tyska tidningen Bild att Lehmann var på väg att göra comeback i Arsenal efter att klubben drabbats av skador på flera av sina målvakter. Den 15 mars bekräftades att Lehmann skrivit på ett kontrakt över resten av säsongen med sin gamla klubb.

## Tränarkarriär
I oktober 2013 tog Lehmann sin fotbollstränarlicens. Inför säsongen 2017/2018 återvände Lehmann till Arsenal, där han fick en roll som tränare i Arsene Wengers tränarstab. I juni 2018 lämnade Lehmann klubben i samband med att det blev ändringar i tränarstaben vid nye huvudtränaren Unai Emerys ankomst i Arsenal.
I januari 2019 blev Lehmann anställd som assisterande tränare till Manuel Baum i Bundesliga-klubben FC Augsburg. Den 9 april 2019 blev Lehmann och Baum avskedade av Augsburg.

## Meriter
- VM i fotboll: 1998, 2002, 2006
  - VM-silver 2002
  - VM-brons 2006
- EM i fotboll: 2000, 2004, 2008
  - EM-silver 2008
- Fifa Confederations Cup 2005
  - Brons 2005
- FA-cupen 200
- Uefa Europa League 1997
  - Premier League 2003/2004